# Catastrofe di Baia Mare
La catastrofe di Baia Mare avvenne la sera del 30 gennaio 2000 a Baia Mare (in tedesco Frauenbach) in Romania. Fu il crollo di una diga di un bacino di decantazione di una miniera di metalli pesanti che causò la catastrofe ambientale successiva.

## Il crollo della diga
Dopo le abbondanti piogge del 30 gennaio 2000 durate 23 ore presso la città romena di Baia Mare nel nordovest della nazione e presso la diga di una miniera per l'estrazione di oro, 100.000 m³, e secondo altre fonti non meno di 300.000 m³ di materiale minerario comprendente metalli pesanti uniti a cianuro di sodio fuoriuscirono dal bacino di decantazione e confluirono nel corso d'acqua Săsar e nel fiume Lapuș e nel Someș (in ungherese Szamos) nel Tibisco e nel Danubio. La notte e il giorno successivo al 1 febbraio 2000 circa 100 tonnellate di cianuro superarono le frontiere romene e arrivarono in Ungheria, dopo due settimane si riversarono nel Danubio. Dopo quattro settimane il 28 febbraio 2000, arrivarono a 2.000 km di distanza nel delta del Danubio a Tulcea.

## Dati
L'impianto estrattivo fu all'epoca di proprietà per il 51% della società australiana Aurul SA controllata della Esmeralda e per il 49% della società statale romena Remin SA.
- Volumi massimi dei materiali: 1,6 milioni di m³
- Superficie: 94 ha
- Lunghezza bacino: 4.000 m

## Conseguenze
La morte di pesci fu la conseguenza catastrofica. Più di 1.400 tonnellate di pesce fu raccolto morto. Fu il più grosso disastro ambientale dell'Europa orientale dopo il disastro di Černobyl' del 1986 e ebbe ripercussioni ambientali notevoli in Romania.
La sopravvivenza di un centinaio di specie di pesci fu compromessa nel fiume Tibisco in Ungheria. In diverse città ungheresi sorgenti di acqua potabile rimasero compromesse per diversi giorni. In Romania il flusso velenoso raggiunse le sorgenti d'acqua del villaggio Bozânta Mare.
Come contromisura venne diluito ipoclorito di sodio, per attuare sui sali tossici il principio di ossidazione e renderli innocui.

## Cause
L'insieme delle cause del cedimento della diga del bacino sono da ricondursi a difetti di progettazione, mancanza di controllo, rischio non calcolato e condizioni climatiche estreme. Dopo ricerche della commissione di inchiesta si capì che probabilmente il sifonamento causò un danno profondo alla diga largo 25 m e profondo 2,5 m. Così come un mancato continuo controllo di sicurezza sulle tubazioni e sui depositi nel bacino di decantazione. La misurazione precisa del flusso d'acqua poteva essere solo stimato, senza una vera permanente misurazione.

## Rimedi
Le misure di sicurezza presso la miniera d'oro di Baia Mare vennero migliorate. Altri bacini vennero costruiti. Le tubazioni e la diga vennero controllate ogni due ore, rilevando perdite e fessurazioni. La concentrazione di cianuro regolarmente misurata.

## Nei media
Nel 2009 la band Industrial metal tedesca Rammstein nell'album Liebe ist für alle da pubblicò la canzone Donaukinder, che tratta della catastrofe.

## Altri accadimenti nella zona del disastro
Cinque settimane più tardi, avvenne un altro accadimento nelle località distrettuali vicine alla miniera, un riversamento di metalli pesanti. Una diga cedette presso Băile Borșa (comune di Borșa (Maramureș)) con 20.000 metri cubi di acqua contaminata di zinco, piombo e rame nel fiume Tibisco.
Anche un riversamento, un anno più tardi, deliberatamente attuato di cianuri nel fiume Siret.